# خالد عبد الله حسن
خالد عبد الله حسن (ولد في 6 فبراير 1966) عداء بحريني. تنافس في سباق 110 متر حواجز للرجال في دورة الألعاب الأولمبية الصيفية 1992 في برشلونة بإسبانيا.

## روابط خارجية
- خالد عبد الله حسن على موقع الاتحاد الدولي لألعاب القوى (الإنجليزية)
- خالد عبد الله حسن على موقع أوليمبيديا (الإنجليزية)